# Chotělice
Chotělice (německy Chotielitz) jsou vesnice, část obce Smidary v okrese Hradec Králové. Nachází se asi 1,5 kilometru severozápadně od Smidar. Prochází zde silnice II/327. Chotělice jsou také název katastrálního území o rozloze 8,59 km².

## Přírodní poměry
Vesnicí protéká řeka Cidlina, jejíž tok a přilehlé louky jsou součástí přírodní památky Javorka a Cidlina – Sběř. V severní části katastrálního území se nachází přírodní památka Veselský háj.

## Pamětihodnosti
Ve vsi stojí pseudorenesanční zámek postavený majitelem zdejšího panství roku 1875. V současnosti je zámek účelově využit jako ústav sociální péče.

## Galerie

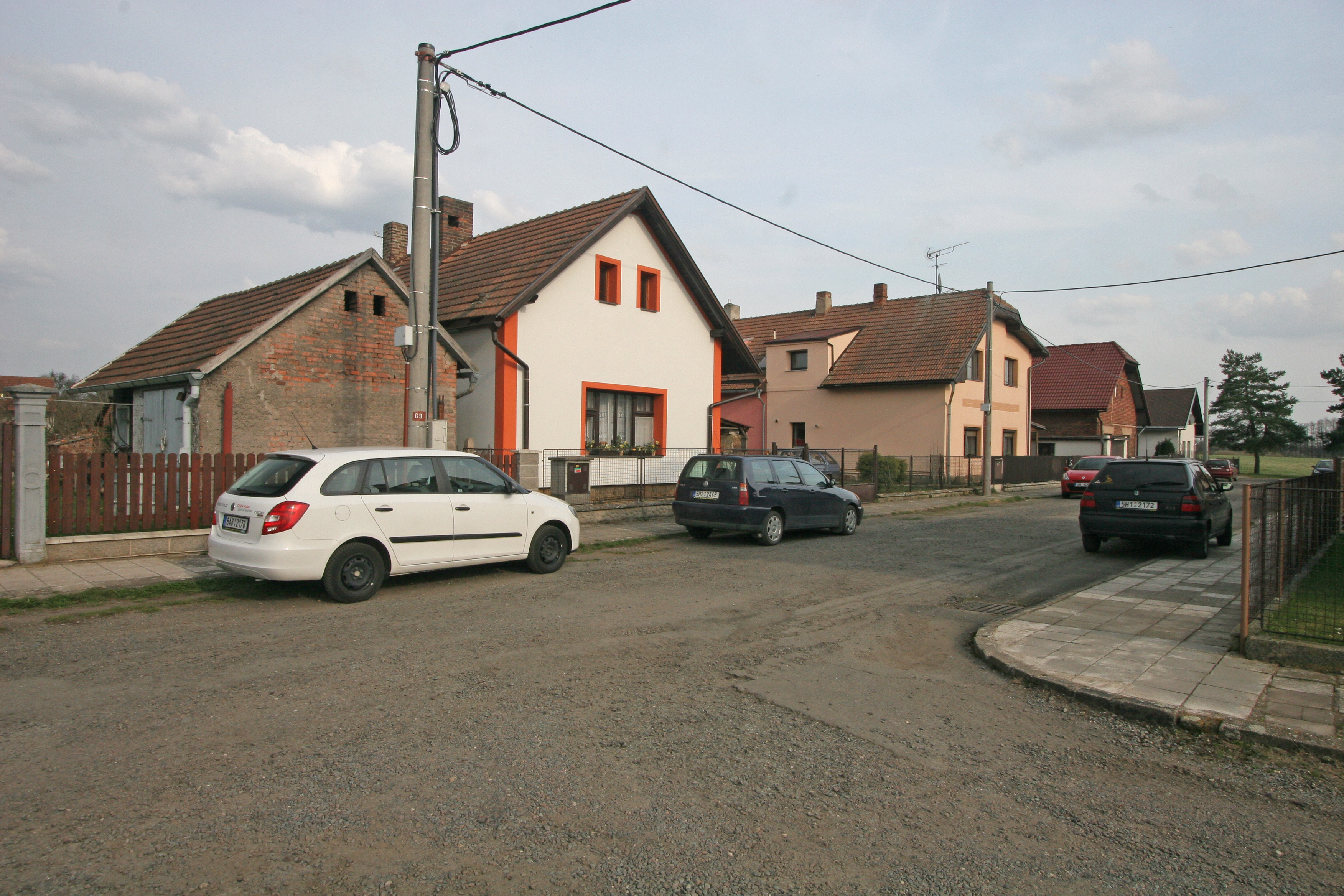
Dům čp. 127
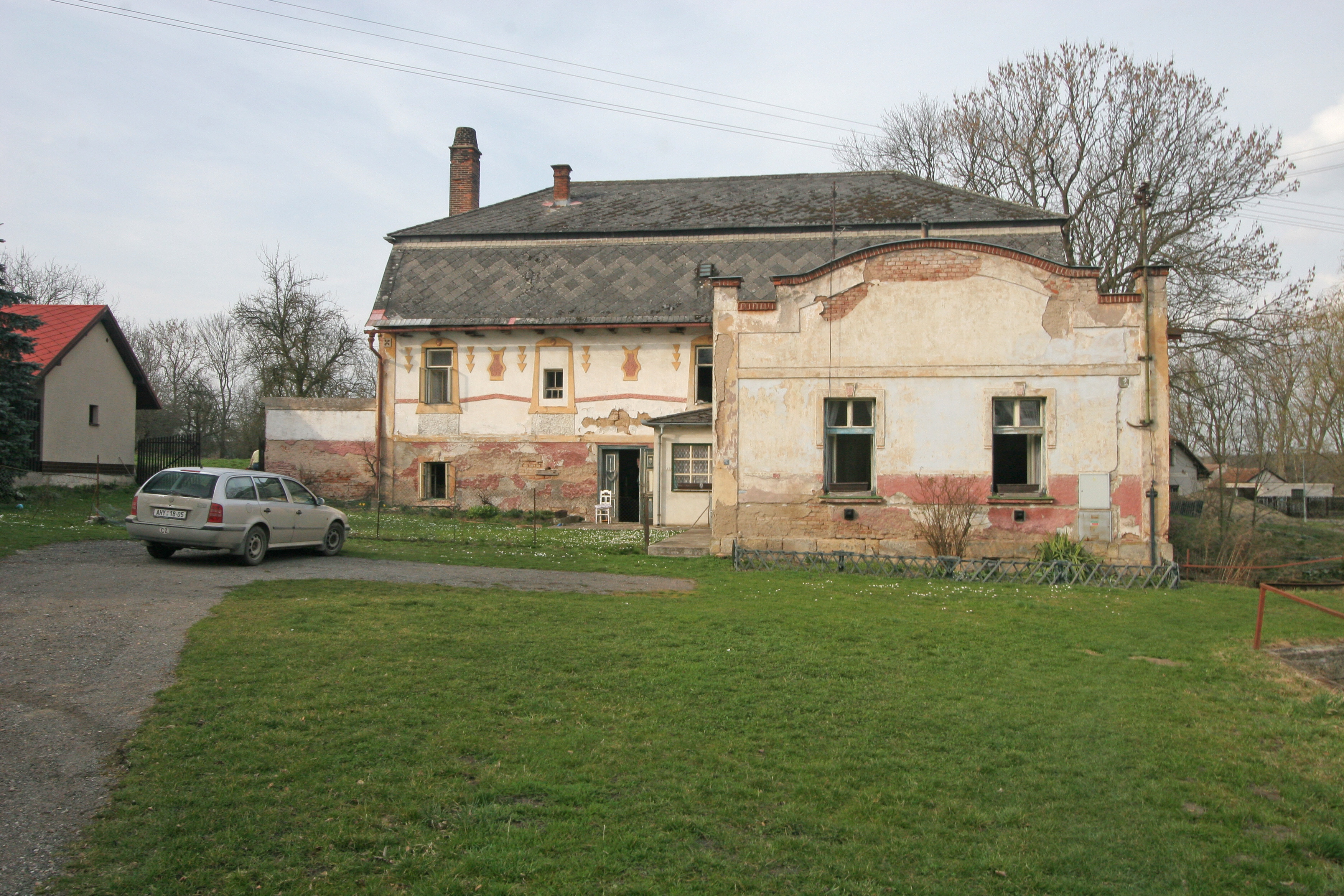
Bývalý mlýn
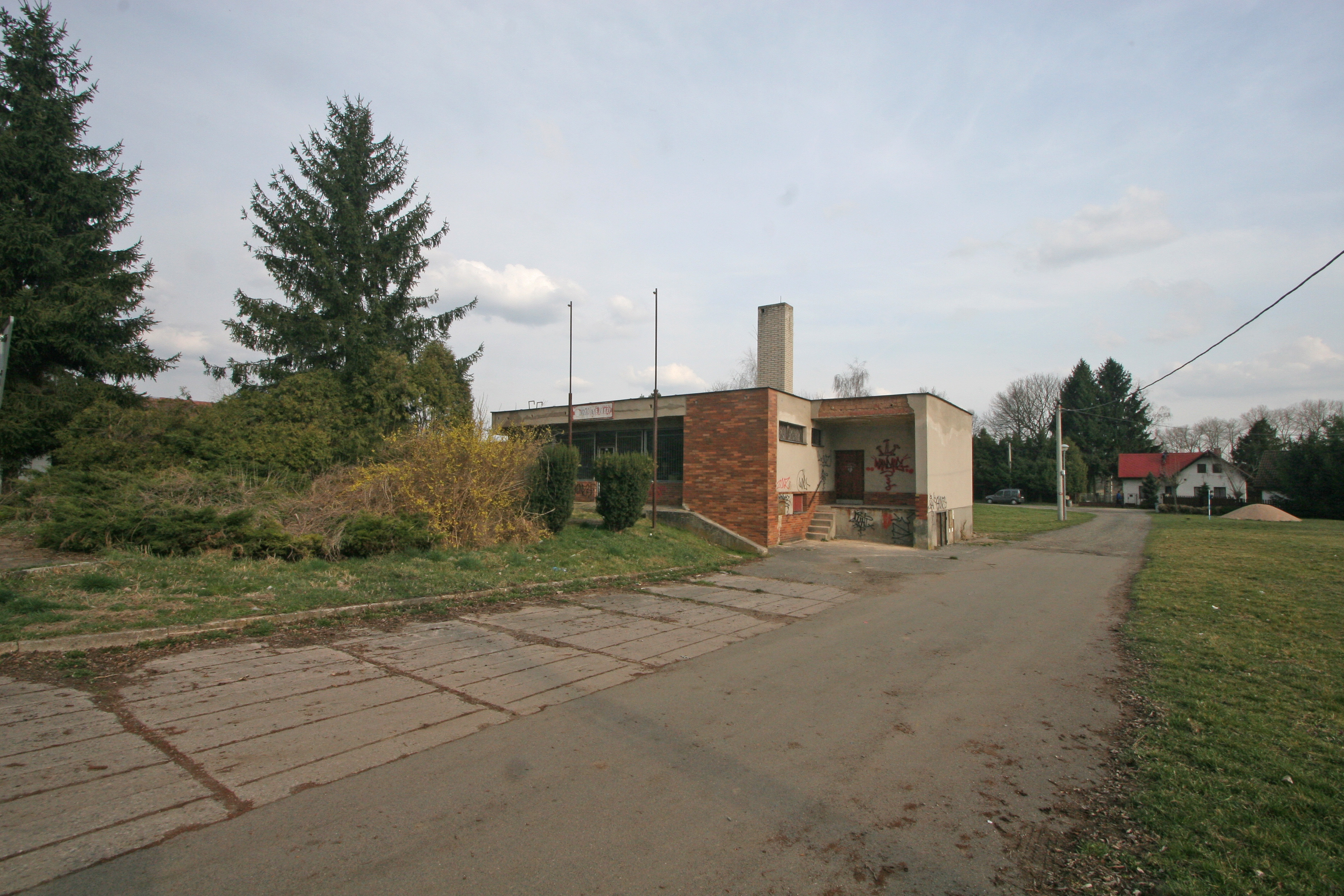
Bývalý obchod